# Cardiomya
Cardiomya is een geslacht van tweekleppigen uit de  familie van de Cuspidariidae.

## Soorten
- Cardiomya abyssicola Verrill & Bush, 1898
- Cardiomya alcocki (E. A. Smith, 1894)
- Cardiomya alternata (d'Orbigny, 1853)
- Cardiomya alveata (Hedley, 1907)
- Cardiomya andamanica Preston, 1916
- Cardiomya angusticauda Scarlato, 1972
- Cardiomya balboae Dall, 1916
- Cardiomya behringensis (Leche, 1883)
- Cardiomya bruuni Dell, 1956
- Cardiomya cadiziana Huber, 2010
- Cardiomya californica Dall, 1886
- Cardiomya casta (Hinds, 1843)
- Cardiomya chuni (Thiele & Jaeckel, 1931)
- Cardiomya cleryana (d'Orbigny, 1842)
- Cardiomya concinna (Hinds, 1843)
- Cardiomya costata (G.B. Sowerby I, 1834)
- Cardiomya costellata (Deshayes, 1833)
- Cardiomya curta (Jeffreys, 1876)
- Cardiomya didyma (Hinds, 1843)
- Cardiomya fallax (E. A. Smith, 1885)
- Cardiomya filatovae Scarlato, 1972
- Cardiomya forticostata (Sowerby III, 1904)
- Cardiomya fortisculpta (Kuroda, 1948)
- Cardiomya fragilissima (E. A. Smith, 1885)
- Cardiomya fujitai (Kuroda, 1948)
- Cardiomya gilchristi (G.B. Sowerby III, 1904)
- Cardiomya gouldiana (Hinds, 1843)
- Cardiomya greenii E. A. Smith, 1889
- Cardiomya iturupica Scarlato, 1972
- Cardiomya kashimana Okutani & Sakurai, 1964
- Cardiomya knudseni (Allen & Morgan, 1981)
- Cardiomya lanieri (Strong & Hertlein, 1937)
- Cardiomya levifrons (Cotton, 1930)
- Cardiomya niponica (Okutani, 1962)
- Cardiomya obliqua (de Boer, 1985)
- Cardiomya ochotensis Scarlato, 1972
- Cardiomya orientalis (Thiele & Jaeckel, 1931)
- Cardiomya ornatissima (d'Orbigny, 1853)
- Cardiomya pectinata (Carpenter, 1865)
- Cardiomya perrostrata (Dall, 1881)
- Cardiomya pinna (Verco, 1908)
- Cardiomya planetica (Dall, 1908)
- Cardiomya rectimarginata Dell, 1962
- Cardiomya reticulata (Kuroda, 1948)
- Cardiomya saba Knudsen, 1982
- Cardiomya semicostata (Prashad, 1932)
- Cardiomya sibogai (Prashad, 1932)
- Cardiomya singaporensis (Hinds, 1843)
- Cardiomya sinica Xu, 1980
- Cardiomya striata (Jeffreys, 1876)
- Cardiomya striolata (Locard, 1898)
- Cardiomya surinamensis Van Regteren Altena, 1971
- Cardiomya taiwanica Okutani & Lan, 1999
- Cardiomya tosaensis (Kuroda, 1948)
- Cardiomya unistriata Allen, 2011